# Igreja Reformada nos Estados Unidos
A Igreja Reformada nos Estados Unidos (IREU), em inglês Reformed Church in the United States, é uma denominação reformada continental, formada nos Estados Unidos em 1725, por imigrantes alemães.
Depois de tornar-se ecumênica e adepta da Crítica histórico-literária da Bíblia, a maior parte da denominação se uniu ao Sínodo Evangélico da América do Norte em 1933, para formar a Igreja Evangélica e Reformada, que por sua vez se uniu às Igrejas Cristãs Congregacionais em 1957, para formar a atual Igreja Unida de Cristo.
Como resultado, O Presbitério Eureka se opôs à união de 1933 e deu continuidade à IREU, que deste então tornou-se uma denominação conservadora e anticumênica.

## História
A IREU, anteriormente conhecida como "Igreja Reformada Alemã", foi organizada em 1725 devido aos esforços de John Philip Boehm, que imigrou para a América em 1720. Ele organizou a primeira congregação de reformados alemães perto da Filadélfia, Pensilvânia, juntamente com descendentes e imigrantes alemães. Alguns, mas tarde emigraram para área do Palatino. Mais tarde, ele foi acompanhado por outros ministros, como George Weiss e Michael Schlatter na plantação de igrejas.
Boehm foi ordenado pela Classe de Amsterdã em 1729, que supervisionava o ramo americano da Igreja Reformada Neerlandesa (agora a Igreja Reformada na América). Os reformados alemães permaneceram sob a supervisão dos reformados holandeses até 1793, quando os reformados alemães adotaram sua própria constituição. Na década de 1740, o Conde Nicolaus von Zinzendorf, bispo da Igreja da Morávia, visitou a Pensilvânia, com a esperança de unir os luteranos e reformados alemães aos morávios, o que Boehm resistiu veementemente.
Durante o Século XIX, a Igreja Reformada Alemã debateu questões como o avivalismo e especialmente a Teologia de Mercersburg de John Nevin e Philip Schaff. Outras polêmicas, como debates sobre liturgia, também ocorreram no século XIX. Na segunda metade do século, as congregações formaram seu primeiro Sínodo Geral, realizado em 1863. Nas décadas de 1870 e 1880, houve tentativas, embora sem sucesso, de união entre a Igreja Reformada Alemã e a Igreja Reformada na América.
Durante o século XX, a IREU tornou-se cada vez mais ecumênica e  e à adepta da Crítica histórico-literária da Bíblia. Clérigos e membros mais conservadores se uniram para formar ao Presbitério Eureka da IREU, a fim de continuar o culto e a política reformados clássicos.
Em 1934, a IREU fundiu-se com o Sínodo Evangélico da América do Norte (SEAN) para formar a Igreja Evangélica e Reformada, unindo a teologia luterana e reformada, refletindo a União Prussiana de Igrejas formada na Prússia.
O Presbitério Eureka, no entanto, renunciou a essa fusão e decidiu se identificar como a Igreja Reformada "contínua" nos Estados Unidos. O Presbitério se opôs à mistura de ensinamentos luteranos com práticas calvinistas.
Em contraste, a maioria das igrejas, classes e sínodos da IREU localizados no leste dos Estados Unidos foram significativamente assimilados ao protestantismo americano generalizado ou que ficou conhecido como protestantismo americano de linha principal, e se tornaram mais ecumênicos. Em 1957, a Igreja Evangélica e Reformada fundiu-se com as Igrejas Cristãs Congregacionais (que se formaram a partir da união de igrejas congregacionais e restauracionistas) para formar a Igreja Unida de Cristo, conhecida por sua doutrina e posturas fortemente liberais.
Em 1986, o Presbitério Eureka foi dissolvido e o atual Sínodo da denominação foi reestabelecido, com quatro presbitérios.

## Doutrina
A IREU adota as Três Formas da Unidade (Catecismo de Heidelberg, Confissão Belga e Cânones de Dort) como sua doutrina oficial. A denominação defende a Inerrância bíblica e se opõe a ordenação de mulheres.

## Demografia
| Ano  | Igrejas | Membros |
| ---- | ------- | ------- |
| 1961 | 21      | 3.467   |
| 1965 | 20      | 2.554   |
| 2002 | 48      | 4.369   |
| 2019 | 49      | 3.033   |
| 2020 | 47      | 3.560   |
| 2022 | 43      | 3.340   |

Em 1961, a denominação tinha 3.467 membros e começou a declinar, até chegar em 2.554 membros em 1965. Em 2002, a denominação chegou à 4.369 membros, o máximo de sua história.
Na 273ª Assembleia Geral, em 2019, a denominação relatou ter 3.033 membros, em 49 igrejas.
Em 2020, a denominação estimou ser formada por 3.560 membros, em 47 igrejas
Em 2022, a denominação era formada por 43 igrejas e congregações, com 3.340 membros.

## Relações Intereclesiásticas
A denominação é membro do Conselho Norte Americano Presbiteriano e Reformado e da Conferência Internacional das Igrejas Reformadas. 
Possui relacionamentos de igreja-irmã com:
- Igreja Presbiteriana Ortodoxa[15]
- Igrejas Reformadas Canadenses e Americanas
- Igreja Presbiteriana Reformada da América do Norte
- Igrejas Reformadas Unidas na América do Norte
- Igrejas Reformadas Unidas no Congo
- Fraternidade Reformada no Quênia
- Igreja Reformada Aliança Pérola do Oriente